# Dolores Ibárruri Gómez
Dit overzicht is mogelijk incompleet; u kunt helpen door het uit te breiden.

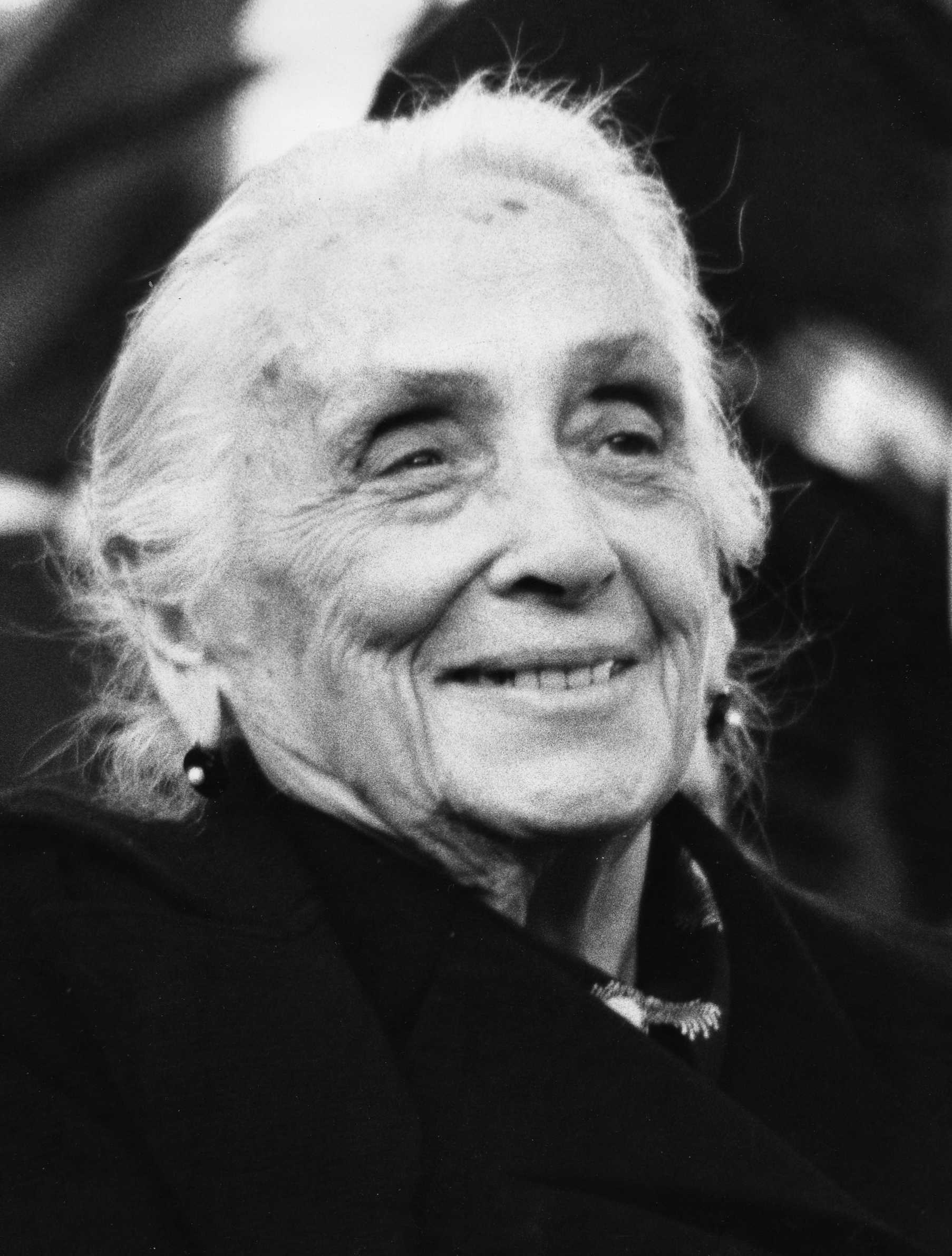
La Pasionária

Dolores Ibárruri Gómez, bijnaam La Pasionaria (Abanto Zierbena, 9 december 1895 - Madrid, 12 november 1989) was een Spaanse communistisch politica. Zij was een belangrijk politiek leider tijdens de Tweede Spaanse Republiek en de Spaanse Burgeroorlog. Tijdens de slag om Madrid (1936) hield ze de beroemde ¡No pasarán!-toespraak. Gedurende de dictatuur van Francisco Franco leefde zij in ballingschap. Van 1942 tot 1960 was zij secretaris-generaal van de Communistische Partij van Spanje, en van 1960 tot 1989 was zij voorzitster van die partij. La Pasionária verbond expliciet haar politieke strijd aan die voor vrouwenrechten. 
- Bibsys: 10026413
- Biblioteca Nacional de Chile: 000203839
- Biblioteca Nacional de España: XX956783
- Bibliothèque nationale de France: cb121308233 (data)
- Catàleg d'autoritats de noms i títols de Catalunya: 981058512920106706
- CiNii: DA01950060
- Gemeinsame Normdatei: 118555197
- International Standard Name Identifier: 0000 0001 1479 8736
- Library of Congress Control Number: n79066727
- Nationale Bibliotheek van Letland: 000166738
- Bibliotheek van het Japanse parlement: 00444177
- Nationale Bibliotheek van Tsjechië: jn19990210294
- Nationale bibliotheek van Australië: 35828136
- Nationale Bibliotheek van Israël: 987007601571705171
- Nationale Bibliotheek van Polen: a0000002424011
- Nationale en Universitaire bibliotheek Zagreb: 000073440
- Nederlandse Thesaurus van Auteursnamen: 069322902
- Réseau des bibliothèques de Suisse occidentale: 02-A003397657
- LIBRIS: 63235
- SNAC: w6cz3g6h
- Système universitaire de documentation: 027765474
- Trove: 1106005
- Virtual International Authority File: 109366304
- WorldCat: E39PBJjRXq9JdpRWBD4dBymcfq